# Pucanganak
Pucanganak is een bestuurslaag in het regentschap Trenggalek van de provincie Oost-Java, Indonesië. Pucanganak telt 3339 inwoners (volkstelling 2010).